# 摸摸瓦力欧制造
《摸摸瓦力欧制造》（中国大陆旧译）是任天堂DS平台上的电子游戏。此游戏与《触摸！卡比》、《任天狗》和《银河战士 初猎》一同被评为最发挥任天堂DS硬件机能的游戏。
此游戏在各个地区的版本基本相似。主要的区别之一是游戏封面， 在欧洲地区是黄色的，而在日本是深橙色。

## 游戏
此游戏与《瓦里奥制造》类似，而此游戏需要使用触控笔，触摸螢幕和麦克风。例如给瓦里奥挠背，剪断吊着笼子的绳子来逮鸭子，用网子网鱼。在完成一定数量的游戏后，就会有些非挑战性的“玩具”被解锁。你需要用触摸屏来玩他们，比如说悠悠球（此游戏需要把DS倒过来玩），或堆雪人。

### 剧情
一天，瓦里奥捧着一个类似Game Boy Advance和一个类似Game Boy Advance SP的东西走在大街上，不小心被绊了一跤，这两样东西都掉到了个没盖盖的井里。一会儿，一个老天使从井里飞出来，问瓦里奥掉的是刚才那两台游戏机，还是一台任天堂DS，瓦里奥毫不犹豫地回答那两个都是，并一把扑到老天使身上，摔倒了井里。不一会儿只见瓦里奥拿着DS从井里跳出，开始试图玩上面的类似于“打地鼠”的游戏，没成功，于是开始愤怒地摇晃DS，致使触控笔从中飞落。经过片刻思考，瓦里奥成功地用触控笔在触摸屏上完成了游戏。过后瓦里奥惊叹道“双屏游戏，可以卖双份钱，很多很多钱！”

## 反响

### 销售情况
截止至今，《摸摸瓦里奥制造》已在全球共售出了247万份。

### 奖项
- IGN: 编辑选择奖[2]

## 续作
任天堂DS平台的《瓦里奥制造》的新作《俺自己制造》在2008年10月2日的任天堂秋季展览会被公布。在当时此游戏較少受玩家關注，它允许用户使用触摸屏创建自己的小游戏。